# Ferrierita-K
La ferrierita-K és un mineral de la classe dels silicats, que pertany al grup de la ferrierita. Va rebre aquest nom el 1997 per Coombs et al. durant una reorganització de les zeolites, al tractar-se d'una ferrierita amb potassi dominant. El nom arrel prové de Walter Frederick Ferrier (Montréal, 4 de maig de 1865 - Toronto, 15 de novembre de 1950), mineralogista, enginyer de mines i geòleg de la Geological Survey of Canada.

## Característiques
La ferrierita-K és un silicat de fórmula química (K₂,Na₂,Mg,Ca)3-5Mg[Al5-7Si27.5-31O72]·18H₂O. Cristal·litza en el sistema ortoròmbic. La seva duresa a l'escala de Mohs es troba entre 3 i 3,5.
Segons la classificació de Nickel-Strunz, la ferrierita-K pertany a «02.GD: Tectosilicats amb H₂O zeolítica; cadenes de 6-enllaços – zeolites tabulars» juntament amb els següents minerals: gmelinita-Ca, gmelinita-K, gmelinita-Na, willhendersonita, cabazita-Ca, cabazita-K, cabazita-Na, cabazita-Sr, cabazita-Mg, levyna-Ca, levyna-Na, bellbergita, erionita-Ca, erionita-K, erionita-Na, offretita, wenkita, faujasita-Ca, faujasita-Mg, faujasita-Na, maricopaïta, mordenita, dachiardita-Ca, dachiardita-Na, epistilbita, ferrierita-Mg, ferrierita-Na i bikitaïta.

## Formació i jaciments
Va ser descoberta a les muntanyes de Santa Monica, al comtat de Los Angeles (Califòrnia, Estats Units). També ha estat descrita a les localitats japoneses de Kamikawa i Nakanosawa, a la prefectura de Niigata, i al jaciment de dachiardita-K de Momchilgrad, a la província de Kardzhali (Bulgària).